# Плауде, Карл Карлович
Карл Ка́рлович Пла́уде (латыш. Kārlis Plaude; 15 (27) марта 1897 года, Юмурда, Венденский уезд Лифляндской губернии — 31 декабря 1975 года, Рига) — советский латвийский учёный, специалист в области теплотехники. Академик АН Латвийской ССР, член-корреспондент АН СССР. Президент АН Латвийской ССР (1960—1970).

## Биография
Окончил Ленинградский институт гражданских инженеров (1926). С 1926 по 1946 год работал в строительно-монтажных организациях, с 1932 по 1938 год преподавал в высших учебных заведениях в Ленинграде, а с 1945 по 1953 год — в Латвийском университете, заведующий кафедрой теплофизики.
В годы Великой Отечественной войны руководил строительством оборонительных сооружений в Ленинграде и Москве.
С 1946 по 1970 год — директор Физико-энергетического института АН Латвийской ССР. С 1951 по 1958 год — академик-секретарь Отделения технических наук АН Латвийской ССР; с 1958 по 1960 год — вице-президент, а с 1960 по 1970 год — президент АН Латвийской ССР. Доктор технических наук (1956).
Член-корреспондент АН СССР c 10.06.1960 — Отделение технических наук (теплотехника).
Член ЦК КП Латвии (1960—1971), депутат ВС СССР (1962—1974).
Похоронен на кладбище Райниса.